# لويس بوميستر
لويس فريدريك جوهانس بوميستر (5 سبتمبر 1842 - 28 أبريل 1925) هو ممثلًا هولنديًا اشتهر بتأدية أدوار مسرحيات شكسبير. وهو معروف أيضًا باسم «لويس بوميستر الأب» لتمييزه عن ابنه.